# Marc Clerc
Pour les articles homonymes, voir Clerc.

a Compétitions nationales et continentales officielles uniquement.

Dernière mise à jour le 30 juillet 2018.
Marc Clerc, né le 9 juin 1987, est un joueur français de rugby à XV évoluant au poste de pilier.

## Palmarès
- Champion de France de Pro D2 2013